# 浆果苋
浆果苋（学名：Deeringia amaranthoides）为苋科浆果苋属的植物。分布在印度尼西亚、中南半岛、马来西亚、大洋洲、台湾岛、印度以及中国大陆的四川、西藏、广西、广东、云南、贵州等地，生长于海拔100米至2,200米的地区，一般生长在山坡林下以及灌丛中。

## 别名
地苓苋（中国种子植物词典） 地灵苋（海南植物志） 野苋菜藤（云南）

## 种下等级
- Cladostachys amaranthoides (Lam.) Kuan
- Cladostachys frutescens D. Don
- Deeringia celosioides R. Br.